# Sumisip
Sumisip est une municipalité de la province de Basilan, aux Philippines.